# Henri Huber

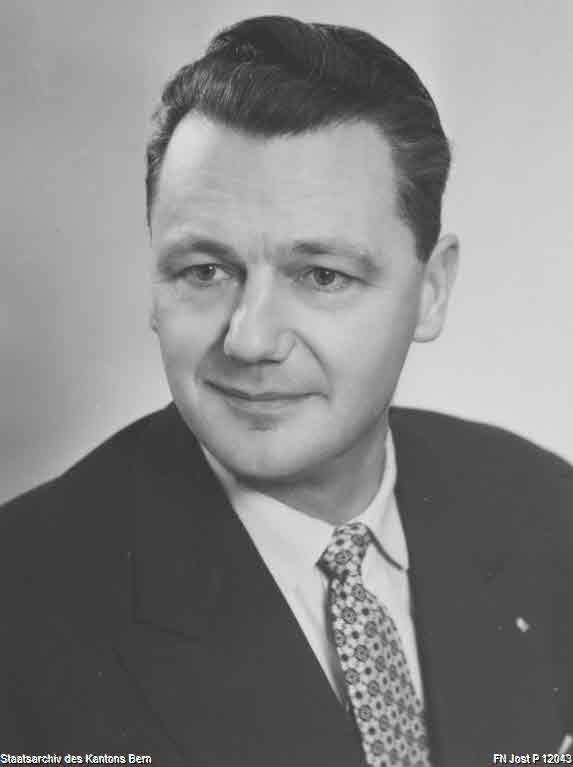
Henri Huber

Henri (Heinrich Friedrich) Huber (Moutier, 26 januari 1918 - Bern, 6 december 1979), was een Zwitsers politicus.
Henri Huber, afkomstig uit de Bernese Jura, bezocht de kweekschool te Porrentruy en volgde daarna een vervolgopleiding tot leraar middelbaar onderwijs. Van 1942 tot 1954 was hij leraar aan de middelbare school te Moutier.
Henri Huber werd in 1948 lid van de Sociaaldemocratische Partij van Zwitserland (SP) en in 1950 werd hij wethouder van die stad. In 1954 werd hij lid van de Regeringsraad van het kanton Bern. Hij beheerde achtereenvolgens de departementen van Volksgezondheid (1954-1962), Bouw en Spoorwegen (1962-1966) en Verkeer, Energie en Waterkracht (1966-1978). Van 1 juni 1957 tot 31 mei 1958 en van 1 juni 1968 tot 31 mei 1969 was hij voorzitter van de Regeringsraad (dat wil zeggen regeringsleider) van het kanton Bern. 
Henri Huber was sinds 1954 lid van het bestuur van de Jurastische SP en als zodanig gekant tegen een zelfstandig kanton Jura. In oktober 1974 richtte hij de Association des Responsables Politiques de Jura (Vereniging van Verantwoordelijke Jurastische Politici), een anti-separatistische Jurastische organisatie. In 1971 werd hij als SP-kandidaat voor de Nationale Raad (tweede kamer Bondsvergadering) verslagen door zijn separatistische partijgenoot Pierre Gassmann bij de verkiezingen verslagen.
Hij overleed op 61-jarige leeftijd.